# A Fork in the Road
A Fork in the Road è un singolo del 1965 del gruppo musicale statunitense The Miracles. Il brano venne incluso nell'album Going to a Go-Go e pubblicato anche come lato B del singolo The Tracks of My Tears.
Nel 2002, nella ripubblicazione di Going to a Go-Go/Away We a Go-Go, fu aggiunta una versione dal vivo inedita.

## Contributi

### The Miracles
- Voce principale di Smokey Robinson
- Cori di Claudette Rogers Robinson, Pete Moore, Ronnie White e Bobby Rogers
- Chitarra di Marv Tarplin

### Altri contributi
- Altra strumentazione dei The Funk Brothers

## Versione di Rebbie Jackson
Nel 1984 la cantante statunitense Rebbie Jackson ne incise una sua versione, che fu poi inserita nell'album Centipede e pubblicata come singolo.